# Ramón Castromil
Ramón Evaristo Castromil Ventureira (Santiago de Compostela, La Coruña, 11 de septiembre de 1930- Santiago de Compostela, 19 de abril de 2022) fue un empresario, pianista y político español.

## Biografía
A los seis años ya tocaba el piano. Poco después realizó sus estudios de música en Santiago de Compostela y en el Real Conservatorio Superior de Música de Madrid. Tras licenciarse en Derecho (1954), continuó su formación pianística en París, en la École Normale de Musique; y en Italia, donde fue discípulo de Carlo Zecchi en Roma y de Guido Agosti en Siena. Durante más de diez años residió en Francia e Italia y desde allí ofreció conciertos por todo el mundo. Profesor del Conservatorio Superior de Santiago de Compostela, actuó como solista en orquestas españolas y europeas. 
En 1969 fue designado presidente de la empresa Castromil tras la muerte de su abuelo, Evaristo Castromil. Bajo su liderazgo la empresa experimentó una expansión y modernización. Preocupado por la gallegización del mundo empresarial, desarrolló iniciativas en su empresa, entre ellas, la publicación de la colección Contos do Castromil y el bautizo de los autobuses de la flota de Castromil con nombres de gallegos del mundo de la cultura. Los 160 vehículos con los que contaba la empresa en 2001, fueron adquiridos por la compañía de transporte de viajeros por carretera Monbus por un importe de 78 millones de euros.
A lo largo de su vida, ocupó diversos cargos, entre los que se encuentran: presidente de la Fundación Galicia-Empresa; vicepresidente del Consejo de la Cultura Gallega y director del programa del Archivo Sonoro de Galicia.
Su incursión en la política gallega se produjo tras ser elegido diputado por Alianza Popular en las elecciones gallegas de 1981. Hasta 1985 compaginó dicho cargo con el de secretario general del partido en Galicia.
Casado con Pepiña Peña del Río, fallecida antes que él. El matrimonio tuvo siete hijos: Giovanna, Ramón, Evaristo, Pilar, Cecilia, Pepiña y Carmiña Castromil Peña.

## Premios y distinciones
Entre otras, recibió las distinciones:
- Académico numerario de la Real Academia de Bellas Artes de Galicia (1992)
- Premio Pedrón de Ouro (1992)
- Premio San Martiño de normalización lingüística en 1992 en La Estrada.
- Premio de la Crítica de Galicia, en el apartado de iniciativas culturales (1993).
- Premio de las Letras y de las Artes de Galicia (2005).
- Hijo Predilecto de Santiago de Compostela (2018)